# 哲学の論文誌の一覧
本稿は哲学の雑誌、論文誌の表である。

## 日本語

### 学会誌
| 雑誌名                              | 創刊   | 発行ペース | 出版元                   | ネットでの公開状況             | リンク   |
| ----------------------------------- | ------ | ---------- | ------------------------ | ------------------------------ | -------- |
| 哲学雑誌                            | 1887年 | 年1回発行  | 哲学会                   | 1963年以降の目次               | 巻号一覧 |
| 哲学                                | 1952年 | 年1回発行  | 日本哲学会               | 創刊号から2007年分まで無料公開 | 巻号一覧 |
| 法哲学年報                          | 1948年 | 年1回発行  | 日本法哲学会             | 創刊号から2005年分まで無料公開 | 巻号一覧 |
| 科学基礎論研究                      | 1954年 | 年2回発行  | 科学基礎論学会           | 創刊号から2007年分まで無料公開 | 巻号一覧 |
| 科学哲学                            | 1966年 | 年2回発行  | 日本科学哲学学会         | 全巻号 無料公開                | 巻号一覧 |
| 美学                                | 1950年 | 年4回発行  | 日本美学会               | 最新巻号以外を無料公開         | 巻号一覧 |
| 教育哲学研究                        | 1959年 | 年2回発行  | 教育哲学会               | 最新巻号以外を無料公開         | 巻号一覧 |
| 中世思想研究                        | 1958年 | 年1回発行  | 中世哲学会               | 最新巻号以外を無料公開         | 巻号一覧 |
| Contemporary and Applied Philosophy | 2009年 | ?          | 応用哲学会               | 全巻号 無料公開                | 巻号一覧 |
| ヘーゲル哲学研究                    | 1995年 | 年1回発行  | 日本ヘーゲル学会         | 創刊号から2007年分まで無料公開 | 巻号一覧 |
| 体育・スポーツ哲学研究              | 1979年 | 年2回発行  | 日本体育・スポーツ哲学会 | 創刊号から2008年分まで無料公開 | 巻号一覧 |

### 研究紀要
| 雑誌名                  | 創刊   | 発行ペース | 出版元                           | ネットでの公開状況         | リンク   |
| ----------------------- | ------ | ---------- | -------------------------------- | -------------------------- | -------- |
| 哲学                    | 1964年 | 年1回発行  | 北海道大学哲学会                 | 2004年発行分以降を無料公開 | 巻号一覧 |
| 哲学年報                | 1956年 | 年1回発行  | 北海道哲学会                     | 1999年発行分以降を無料公開 | 巻号一覧 |
| 哲学・思想論集          | 1975年 | 年1回発行  | 筑波大学哲学・思想学系           | 1999年発行分以降を無料公開 | 巻号一覧 |
| 哲学・思想論叢          | 1982年 | 年1回発行  | 筑波大学哲学・思想学会           | 全巻号 無料公開            | 巻号一覧 |
| 哲学・科学史論叢        | ?      | ?          | 東京大学教養学部哲学・科学史部会 | 全巻号 無料公開            | 巻号一覧 |
| インド哲学仏教学研究    | ?      | ?          | 東京大学インド哲学仏教学研究室   | 全巻号 無料公開            | 巻号一覧 |
| 哲学誌                  | 1959年 | 年1回発行  | 東京都立大学 (1949-2011)哲学会   | 1997年発行分以降を無料公開 | 巻号一覧 |
| 哲學                    | 1926年 | 年2回発行  | 慶應義塾大学三田哲学会           | 全巻号 無料公開            | 巻号一覧 |
| 名古屋大学研究論集 哲学 | 1954年 | 年1回発行  | 名古屋大学文学部                 | 全巻号 無料公開            | 巻号一覧 |
| DIALOGICA               | 1996年 | 年1回発行  | 滋賀大学倫哲研究室               | 全巻号 無料公開            | 巻号一覧 |
| 実践哲学研究            | 1978年 | 年1回発行  | 京都大学倫理学研究室             | 全巻号 無料公開            | 巻号一覧 |
| 哲学論叢                | 1974年 | 年1回発行  | 京都大学哲学研究室               | 最新巻号以外を無料公開     | 巻号一覧 |
| Prospectus              | 1998年 | 年1回発行  | 京都大学哲学教室                 | 全巻号 無料公開            | 巻号一覧 |
| HYPOTHESIS              | 1992年 | 年1回発行  | 京都大学西洋古代哲学史研究室     | 全巻号 無料公開            | 巻号一覧 |
| 科学哲学科学史研究      | 2006年 | 年1回発行  | 京都大学科学哲学科学史研究室     | 全巻号 無料公開            | 巻号一覧 |
| 哲学論究                | ?      | ?          | 同志社大学哲学会                 | ?                          | ?        |
| 関西学院哲学研究年報    | 1963年 | 年1回発行  | 関西学院大学哲学研究室           | 2002年発行分以降を無料公開 | 巻号一覧 |
| 倫理学研究              | 1988年 | 年1回発行  | 広島大学倫理学研究会             | ?                          | ?        |
| 哲學年報                | ?      | 年1回発行  | 九州大学大学院人文科学研究院     | 2001年発行分以降を無料公開 | 巻号一覧 |

### 一般誌
| 雑誌名     | 創刊               | 発行ペース | 出版元       | ネットでの公開状況 | リンク         |
| ---------- | ------------------ | ---------- | ------------ | ------------------ | -------------- |
| 思想の科学 | 1946年(1996年休刊) | 月1回発行  | 思想の科学社 | -                  | バックナンバー |
| 現代思想   | 1949年             | 月1回発行  | 青土社       | -                  | バックナンバー |
| 思想       | 1921年             | 月1回発行  | 岩波書店     | -                  | バックナンバー |
| 理想       | 1927年             | ?          | 理想社       | -                  | -              |
| RATIO      | 2006年             | 年二冊     | 講談社       | -                  | バックナンバー |
| ゲンロン   | 2015年             | 不定期     | ゲンロン     | -                  | バックナンバー |
| nyx        | 2015年             | 年１回発行 | 堀之内       | -                  | バックナンバー |

## 英語
- アグニティオー（Agnitio） (サイト)
- 分析 (サイト)
- 古代哲学（Ancient Philosophy）
- 季刊アメリカ哲学 (サイト)
- オーストラリア哲学史 （The Australasian Journal of Philosophy）(サイト)
- 生命倫理学 (論文誌)（Bioethics）
- ブリテン美学誌（The British Journal of Aesthetics）
- ブリテン科学哲学誌The British Journal for the Philosophy of Science (サイト)
- 記号論理学誌（The Bulletin of Symbolic Logic）
- 摘要：哲学の研究と発展（Collapse: Journal of Philosophical Research and Development） (サイト)
- 意識と認知（Consciousness and Cognition）
- 大陸哲学レビューContinental Philosophy Review
- 認識（Erkenntnis）(サイト)
- 倫理学 (サイト)
- 欧州哲学誌（European Journal of Philosophy）
- 欧州政治理論誌（European Journal of Political Theory）
- 大学院・学部哲学誌（Graduate Faculty Philosophy Journal）
- 研究：学際哲学誌Inquiry: An Interdisciplinary Journal of Philosophy
- 国際科学哲学研究（International Studies in the Philosophy of Science）
- ヤーヌスの首 （Janus Head）(サイト)
- 美学・文芸批評誌（Journal of Aesthetics and Art Criticism）
- 行動・脳科学誌（Journal of the Behavioral and Brain Sciences）
- 意識学誌（Journal of Consciousness Studies）
- 現代政治理論誌（Journal of Contemporary Political Theory）
- 哲学史誌（Journal of the History of Philosophy） (サイト)
- 哲学研究誌（Journal of Philosophical Research） (サイト)
- 哲学誌 （The Journal of Philosophy）(サイト)
- 神学研究誌（The Journal of Theological Studies）
- インド評議会哲学研究誌Journal of the Indian Council of Philosophical Research
- 記号論理学誌（The Journal of Symbolic Logic）
- 言語・認知プロセス（Language and Cognitive Processes）
- 法律と哲学（Law and Philosophy）
- 言語学と哲学、自然言語の統語論、意味論、論理、語用論、電子処理の雑誌（Linguistics and Philosophy. A Journal of Natural Language Syntax, Semantics, Logic, Pragmatics, and Processing）
- 心 （Mind）(サイト)
- 心と言語（Mind & Language） (サイト)
- 一元論家（The Monist） (サイト)
- ノートルダム形式論理学誌（Notre Dame Journal of Formal Logic）
- 理知（Noûs） (サイト)
- ミネルワの梟（The Owl of Minerva）
- 哲学
- 哲学書 (論文誌)（Philosophical Books）
- 数理哲学 （Philosophia Mathematica）(サイト)
- 哲学者（The Philosopher） (サイト)
- 哲学（Philosophia）
- 哲学研究（Philosophical Investigations）
- 哲学季刊（The Philosophical Quarterly） (サイト)
- 哲学レビュー（The Philosophical Review）(サイト)
- 哲学研究 （Philosophical Studies）(サイト)
- 哲学論題 (論文誌) （Philosophical Topics）(サイト)
- 哲学・現象学研究（Philosophy and Phenomenological Research）(サイト)
- 哲学と公論（Philosophy and Public Affairs）
- 哲学の今 （Philosophy Now）(サイト)
- 科学哲学（Philosophy of Science）
- 実践（Phronesis）
- 政治学（Political Studies）
- アメリカ哲学会会報（Proceedings of the American Philosophical Society）
- アリストテレス学会会報（Proceedings of the Aristotelian Society）
- 魂（Psyche）
- 理性（Ratio）
- 形而上学レビュー（Review of Metaphysics）
- ソーシャルテキスト（Social Text） (サイト)
- スターリングズ・スティル：国際実存主義文学誌（Stirrings Still: The International Journal of Existential Literature） (サイト)
- ジンテーゼ Synthese(サイト)
- 定理：国際哲学誌（Teorema: International Journal of Philosophy）(サイト)

### 学部誌
- アポリア（Aporia） (サイト)
- 言説（Discourse）(サイト)
- 二元論：スタンフォード大学学部哲学誌（The Dualist: Stanford's Undergraduate Journal of Philosophy）(サイト)
- 学部誌「日誌」（Ephemeris, an Undergraduate Journal of Philosophy） (サイト)
- 知識（Episteme） (サイト)

## イタリア語
- 哲学リヴィスタ（Rivista di filosofia）
- 国際法哲学リヴィスタ（Rivista Internazionale di Filosofia del diritto）
- 新スコラ派哲学リヴィスタ（Rivista di Filosofia Neo-Scolastica）
- 哲学アルキヴィオ（l'Archivio di Filosofia）
- 哲学史リヴィスタ（Rivista di Storia della Filosofia）
- 形而上学誌（Giornale di Metafisica）
- 哲学 (論文誌)（Filosofia）
- アウト・アウト（Aut Aut）
- 美学リヴィスタ（Rivista di Estetica）
- 哲学史書誌報（Rassegna Bibliografia di Storia della Filosofia）
- 認識論 (論文誌)（Epistemologia）
- 哲学と神学Filosofia e Teologia
- 哲学年報（l'Annuario filosofico）
- パラドッソ (論文誌)（Paradosso）
- 理論（Teoria）
- 虹 (論文誌)（Iride）
- カント学（Studi Kantiani）
- 政治哲学 (論文誌)（Filosofia politica）
- 実践理性（Ragion Pratica）
- 生命倫理学 (論文誌)（Bioetica）
- 医療と倫理 (論文誌)（Medinica e Morale）
- 知能システム（Sistemi Intelligenti）
- 新機械文明（Nuova civiltà delle Machine）

## スペイン語
- 哲学年報 (論文誌)（Anuario Filosófico）- (サイト)
- 定理：国際哲学レヴィスタ（Teorema: Revista internacional de filosofía） (サイト)
- オルテガ研究 (Revista de estudios orteguianos)　(サイト)

## ドイツ語
- 哲学史アルヒーフ（Archiv für Geschichte der Philosophie）
- 哲学年報 (論文誌)（Philosophisches Jahrbuch）
- 法律・社会哲学アルヒーフ（Archiv für Rechts- und Sozialphilosophie）
- カント学（Kant-Studien）
- ヘーゲル学（Hegel-Studien）
- ニーチェ学（Nietzsche-Studien）
- ライプニッツ学（Studia Leibnitiana）
- ハイデッガー学（Heidegger Studies）
- 哲学研究誌（Zeitschrift für philosophische Forschung）
- 哲学文学誌（Philosophischer Literaturanzeiger）
- 哲学ルントシャウ（Philosophische Rundshau）
- 神学と哲学 (論文誌)（Theologie und Philosophie）
- ドイツ語哲学誌（Deutsche Zeitschrift für Philosophie）
- メルクーア（Merkur）

## フランス語
- 国内外哲学レビュー（Revue philosophique de la France et de l'étranger）
- 倫理・形而上学レビュー（Revue de Métaphysique et de Morale）
- 哲学アルキーヴ（Archives de Philosophie）
- 美学レビュー（Revue d'Estétique）
- 国際生命倫理学誌（Journal International de Bioétique）
- 論理と分析（Logique et Analyse）
- ルーバン哲学レビューRevue Philosophique de Louvain）
- 哲学レビュー（Revue de sciences philosophique e théologique）
- 哲学アルキーヴ  Adolfo Vásquez Rocca PH.D.UCM
- 美学レビュー Escáner Cultural revista de arte contemporáneo